# Interleucina 11
La interleucina 11 (IL-11) es una citocina de 23 kDa, aislada en 1990 de células del estroma de la médula ósea. También es conocida como factor inhibitorio de la adipogénesis (AGIF) u oprelvekin. Es miembro de la familia de citocinas tipo IL-6, ya que tienen en común el correceptor gp130.
En humanos es codificada por el gen Il11, formado por 5 exones y 4 intrones; se localiza en el cromosoma 19.
En ratón C57 BL/6, se localiza en el cromosoma 7

## Funciones biológicas
La IL-11 tiene actividad osteotrófica, linfopoyética y hematopoyética. También mejora la recuperación de plaquetas después de trombocitopenias inducidas por la quimioterapia; modula la respuesta antígeno-anticuerpo; y participa en la regular la proliferación y diferenciación de células de hueso, así como en la reabsorción del hueso. En modelos murinos, estimula el incremento del espesor cortical y la fuerza de los huesos largos.
Con función también en tejidos como cerebro, intestino, testículos y hueso, y durante procesos como la placentación. IL-11 participa durante la implantación del blastocito en el endometrio del útero.
El IL-11Rα es su receptor.
En macrófagos, regula negativamente las funciones de las citocinas TNFα, IL-1β, IL-12 y la producción de óxido nítrico. Por lo que atenúa la inflamación en enfermedades crónicas como artritis reumatoide y enfermedades inflamatorias del intestino. La administración de IL-11 recombinante atenúa los síntomas de estas enfermedades, así como la colitis y sus lesiones. Lo anterior lo logra en parte al evitar la unión de NF-κB y de la inducción de los genes de activación alternativa de los macrófagos Arg1 y Ym-1.
Las funciones biológicas en macrófagos son directas e independientes de otras citocinas antiinflamatorias como IL-10 y TGF-β.

## Uso médico
La interleucina 11 se fabrica utilizando tecnología de ADN recombinante y se comercializa como una proteína terapéutica llamada oprelvekin , para la prevención de la trombocitopenia grave en pacientes con cáncer.